# Democrazia e educazione
Democrazia e educazione (titolo originale Democracy and Education: an introduction to the philosophy of education) è un’opera del pedagogista e filosofo statunitense John Dewey, pubblicata per la prima volta nel 1916.

## Contenuto
L’opera ridefinisce l’oggetto e i metodi dell’educazione. Secondo Dewey, nel soggetto socializzato vi sono due paradigmi, lo sviluppo naturale e l’efficienza sociale: occorre superare ogni concezione individualistica e sociologica per una visione integrata del soggetto umano. Dewey pone al centro dell’istruzione lo studio dell’ambiente ed offre spazio al lavoro e al gioco, riconoscendo valori sociali laici e democratici e la collaborazione tra i soggetti che convivono nella scuola per operare e formarsi. 
Viene assegnato alla scuola un ruolo sociale fondamentale che è rivolto alla formazione umana del soggetto e del cittadino.

## Edizioni
- John Dewey, Democrazia e educazione, La Nuova Italia, 1961
- John Dewey, Democrazia e educazione, Anicia, 2018